# Carcassonne

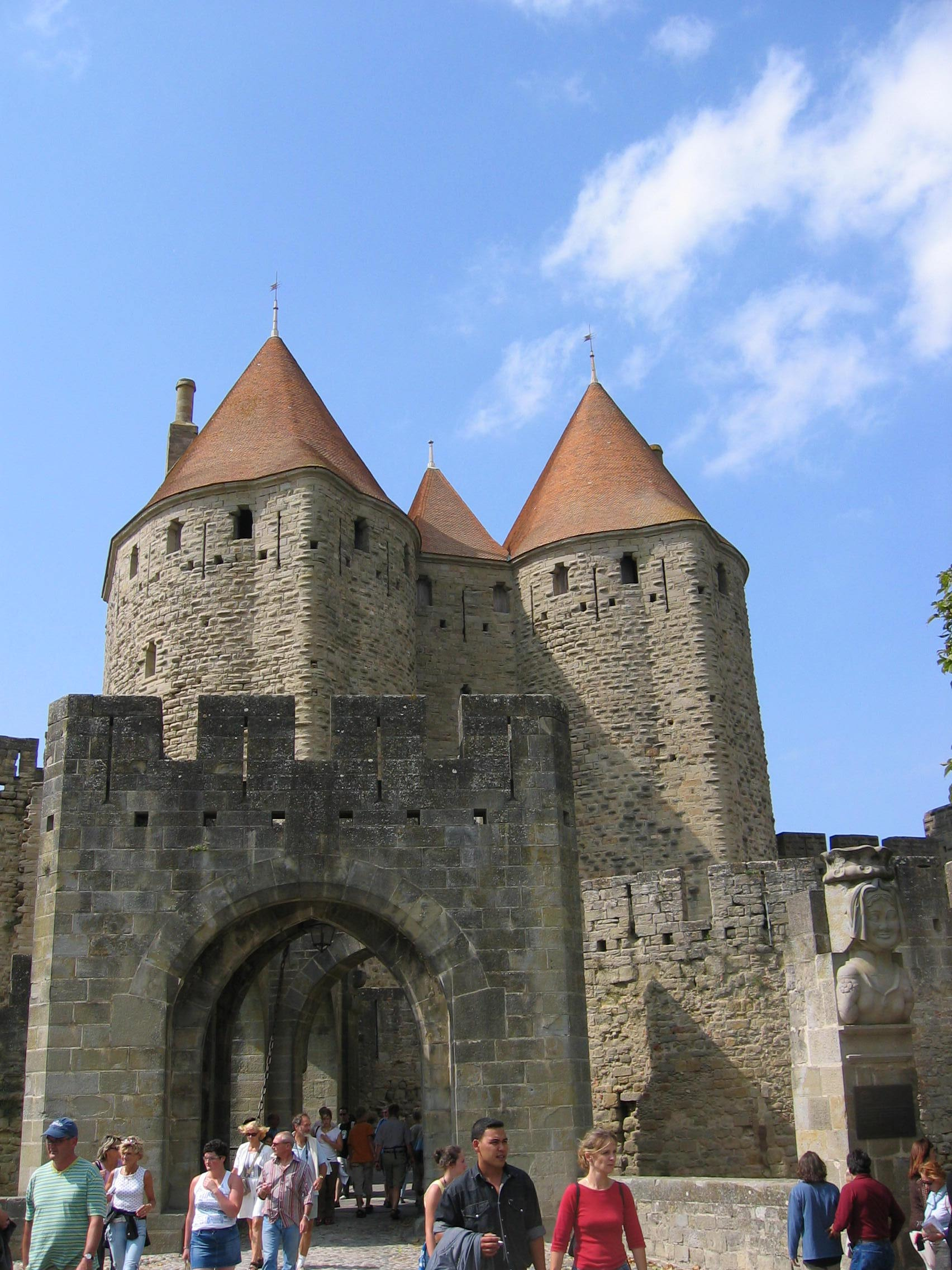
Jedna z bram wjazdowych

Carcassonne (wymowaⓘ, oksyt. Carcassona) – miasto i gmina we Francji, w regionie Oksytania. Miasto jest prefekturą departamentu Aude. Przez gminę przepływa rzeka Aude.
Położone jest w Langwedocji, dawnej prowincji, przy drodze łączącej Pireneje z Masywem Centralnym. Jest oddalone o 90 km na południowy wschód od Tuluzy. Liczba mieszkańców w 2006 r.: 46 216. Według danych na rok 1990 gęstość zaludnienia wynosiła 668 osób/km² (wśród 1545 gmin Langwedocji-Roussillon Carcassonne plasuje się na 6. miejscu pod względem liczby ludności, natomiast pod względem powierzchni na miejscu 24.).
W nowszej części miasta (Ville), leżącej po drugiej stronie rzeki Aude, wyrabia się buty, gumę i tekstylia. Carcassonne jest także centrum znaczącego obszaru uprawy winorośli, jednak większą część dochodów miasto uzyskuje dzięki ruchowi turystycznemu związanemu z fortyfikacjami (Cité). Carcassonne odwiedza corocznie około 3 mln turystów.

## Historia
Pierwsze ślady osadnictwa w rejonie Carcassonne są datowane na 3500 lat p.n.e. Około 800 p.n.e. wzgórze Carsac było już ważnym ośrodkiem handlu.
Carcassonne stało się ważnym punktem strategicznym, gdy Rzymianie ufortyfikowali wierzchołek wzgórza około 100 p.n.e., a później obrali je za stolicę kolonii Julia Carsaco (potem Carcasum). Główna część północnych wałów obronnych pochodzi z tamtych czasów.
W 518 Carcassonne zajął Ibba, hrabia, najdzielniejszy wódz Teodoryka Wielkiego.
W VI wieku Carcassonne zostało przejęte przez Wizygotów, którzy następnie rozbudowali fortyfikacje (stojące tu po dzisiejsze czasy). Wizygotom udało się w 589 odeprzeć ataki Franków, jednak w 724 Carcassonne uległo Saracenom. W 759, na rzecz Franków, odbił je Pepin Krótki.
Dzięki małżeństwu w 1067 Carcassonne stało się własnością Raimonda Rogera Trencavela, wicehrabiego Albi i Nîmes. W kolejnych stuleciach rodzina Trencavel koligaciła się z dynastiami hrabstw: Barcelony i Tuluzy. Zbudowała Château Comtal (zamek) i bazylikę Saint-Nazaire.
Carcassonne stało się słynne dzięki roli jaką odegrało w trakcie krucjaty przeciw albigensom, gdy miasto stało się ich warownią. W sierpniu 1209 armia pod wodzą Simona de Montforta zmusiła mieszkańców do poddania się. Montfort został nowym wicehrabią, a Trencavela zamordowano. Montfort wzmocnił też fortyfikacje, a Carcassonne stało się twierdzą graniczną między Francją i Aragonią.
W 1240 syn Trencavela wielokrotnie próbował, bezskutecznie, odbić domenę rodu. W 1247 miasto poddało się rządom królestwa francuskiego i Ludwik IX ufundował nową część miasta po drugiej stronie rzeki Aude. On i jego następca, Filip III, zbudowali zewnętrzne wały obronne. Według opinii współczesnych twierdza była nie do zdobycia.
Podczas wojny stuletniej, w 1355, Czarnemu Księciu (Edwardowi) nie udało się zdobyć Carcassonne, chociaż jego piechota zniszczyła dolne miasto. W 1659, zgodnie z zapisem pokoju pirenejskiego, Roussillon, zaanektowane przez Francję, stało się jej prowincją. Odtąd znaczenie militarne Carcassonne zmalało, o fortyfikacje przestano dbać, a miasto stało się głównie ośrodkiem wymiany handlowej i produkcji tekstyliów.
Z czasem ufortyfikowana część Carcassonne uległa takiemu zaniedbaniu, że rząd francuski zaczął poważnie rozważać całkowite rozebranie twierdzy. Oficjalna decyzja została podjęta w 1849, ale spotkała się z gwałtowną reakcją. Historyk Jean Pierre Cros-Mayrevielle i pisarz Prosper Mérimée poprowadzili kampanię na rzecz odbudowania fortecy jako historycznego pomnika. Jeszcze w tym samym roku prace rekonstrukcyjne zlecono architektowi Eugène Viollet-le-Duc. Dzisiejszy wygląd twierdzy jest głównie efektem tej dziewiętnastowiecznej rekonstrukcji.

## Zabytki
Zabytkowa architektura Carcassonne stanowi największy w Europie średniowieczny kompleks urbanistyczny. Składa się z dwóch części:
- Cité – warownego górnego miasta
- Miasta dolnego (La Ville Basse)

W ramach miasta górnego znajdują się dwa pasma murów, z bramami i barbakanami. Fortecę tworzą fortyfikacje – podwójny pierścień wałów obronnych i 53 wieże. Umieszczono ją na liście światowego dziedzictwa UNESCO.
Obwód wewnętrzny wznieśli Wizygoci w VI wieku, natomiast zewnętrzny powstał w połowie XIII wieku. Wewnątrz murów znajduje się czworoboczny zamek obronny z XII wieku i romańsko-gotycki kościół St. Nazaire (1096, 1270–1320).
Zabytki w Carcassonne posiadające status Monument historique:
| - zbiornik dystrybucji wody w Carcassonne - twierdza Montmorency - katedra Saint-Michel - kaplica jezuitów - kaplica Notre-Dame-de-Santé - zamek Saint-Martin-de-Poursan - cmentarz Saint-Martin-de-Poursan - średniowieczny zespół architektoniczno-urbanistyczny - croix de Montlegun - croix du Pont-Rouge - dawny kościół Saint-Martin-de-Poursan - kościół Saint-Nazaire - kościół Saint-Saturnin - kościół Saint-Vincent - fontanna Neptuna - fontanna Saint-Michel - duża studnia - mała studnia - stanowisko neolityczne Auriac - hale tagorwe - Hôtel de la Cité | - Hôtel de Pelletier - Hôtel de Rolland - budynek przy 53, rue de Verdun - budynek przy 65, rue de Verdun - dom przy 2, rue Frédéric-Mistral - dom przy 5, rue Pinel - dom przy 65, rue Jean Bringer - dom przy 36, rue de Verdun - Maison Alaux - Maison Cotte - Maison Courtial - Maison Gally - Maison Guilhem - Maison de Montmorency - królewska manufaktura pościeli - dawny pałac biskupi - Pont Vieux - Pont-aqueduc du Fresquel - Portail des Jacobins - teatr miejski |

Ze względu na zachowanie względnie dużych fragmentów średniowiecznych murów miejskich i zabudowy „polskim Carcassonne” bywają nazywane m.in.:
- Byczyna (w województwie opolskim),
- Chełmno (w województwie kujawsko-pomorskim) – Mury miejskie w Chełmnie,
- Lwówek Śląski – Mury Obronne w Lwówku Śląskim[5][6],
- Paczków – Fortyfikacje Paczkowa,
- Szydłów (w województwie świętokrzyskim).

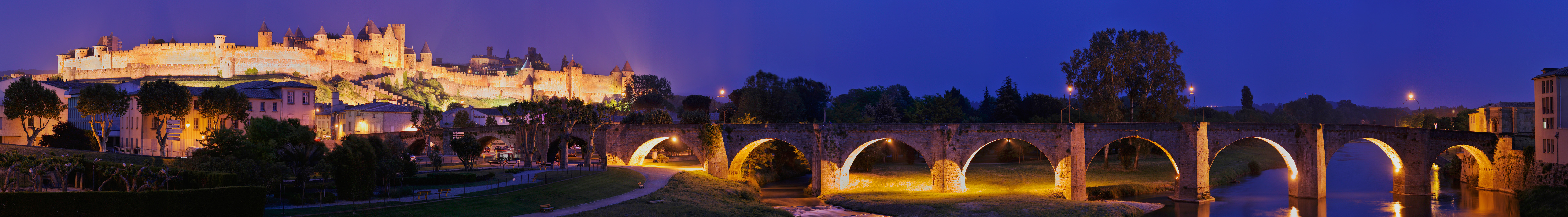
Carcassonne nocą

## Znane osoby
- Paul Sabatier – laureat Nagrody Nobla w dziedzinie chemii z 1912 r.
- Olivia Ruiz – piosenkarka

## Nawiązania w kulturze
Carcassonne jest miejscem akcji w dziele Jacka Komudy – "Imię bestii" oraz Kate Mosse – "Labirynt".
Jest również ważnym miejscem wydarzeń w powieści Petera Berlinga – "Czarny Kielich. Tajemnica Templariuszy".
W 2000 roku została wydana gra planszowa Carcassonne, jedna z najbardziej popularnych planszówek na świecie.
W  czerwcu 1940 roku, w czasie ewakuacji mężczyzn ze strefy okupowanej po inwazji niemieckiej na Francję, w Carcassonne przebywał pisarz Andrzej Bobkowski. Stąd wyruszył w podróż powrotną do Paryża. Swoją rowerową podróż przez Francję opisał w książce "Szkice Piórkiem" wydanej w 1957 roku w Paryżu przez Instytut Literacki.

## Współpraca
- Eggenfelden, Niemcy[7],
- Baeza, Hiszpania[7],
- Hargesheim, Niemcy,
- Tallinn[7],